# Jens Martin Gammelby
Jens Martin Gammelby (født 5. februar 1995) er en dansk fodboldspiller, der spiller som forsvarsspiller for Silkeborg IF Fodbold.

## Karriere
Jens Martin Gammelby, der stammer fra Ikast, spillede i sin ungdom først for FC Midtjylland, inden han kom til Silkeborg IF.

### Silkeborg IF
Gammelby fik sin debut i Superligaen den 27. marts 2014, da han startede inde i en 1-0-sejr over Hobro IK.
Gammelby skrev i april 2014 under på en ny treårig aftale med Silkeborg, således parterne har papir på hinanden frem til 2017.
Fra sommeren 2015 spillede Jens Martin Gammelby fodbold på fuld tid.

### Brøndby IF
Det blev offentliggjort den 22. maj 2018, at Jens Martin Gammelby havde underskrevet en 5-årig aftale med Brøndby IF. Gammelby tiltrådte i klubben 13. juni samme år. Den 29. juli 2018 debuterede Gammelby mod Hobro IK som indskiftning for Lasse Vigen i det 90. minut, der endte med 2–1 sejr. I løbet af sin første sæson i Brøndby kæmpede han for at komme i startopstillingen da cheftræner Alexander Zorniger, der foretrak først Johan Larsson og siden Kevin Mensah på højre back-position. Gammelby spillede 17 kampe og scorede et mål i sin første sæson i klubben.
I løbet af 2019–20 sæsonen under den nye cheftræner Niels Frederiksen fortsatte Gammelby med at kæmpe for at komme i startopstillingen, hvor Frederiksen også foretrak Mensah og Larsson på hans position.

### Lyngby
Den 5. oktober 2020, skiftede Gammelby til Lyngby Boldklub på et sæsonlangt lån med mulighed for at købe. Han debuterede to dage senere, den 7. oktober, i en 5–4-sejr over Brønshøj i den DBU Pokalen. Han rykkede ned i 1. division med Lyngby den 9. maj 2021 efter et tab til sidst placerede AC Horsens, før han vendte tilbage til Brøndby, efter at hans låneaftale udløb. Dette skete til trods for at have oplevet en stærk sæson individuelt og scoret 4 mål i 27 samlede kampe, da han var den foretrukne mulighed som højrefløj for holdet.